# رالف نيلسون (لاعب كرة قدم أمريكية)
رالف نيلسون (بالإنجليزية: Ralph Nelson)‏ هو لاعب كرة قدم أمريكية أمريكي، ولد في 23 يناير 1954 في لوس أنجلوس في الولايات المتحدة.

## وصلات خارجية
- رالف نيلسون على موقع مرجع كرة القدم المحترفة.كوم (الإنجليزية)